# Албена Денкова
Албена Петрова Денкова е българска състезателка по фигурно пързаляне при танцовите двойки. Нейният партньор е приятелят ѝ Максим Стависки. Двамата са първите българи, които печелят медал на световно първенство по фигурно пързаляне.
Албена започва кариерата си като гимнастичка, но по-късно, на 8-годишна възраст, преминава към пързалянето на лед. Нейният първи партньор на леда е Христо Николов. През 1996 Максим Стависки заема неговото място. До 2005 г. техен треньор е Алексей Горшков.
След световното първенство през 2005 Денкова и Стависки заминават да тренират в Делауеър, САЩ при Наталия Линичук и Генади Карпоносов.
По-малка сестра на Денкова е Ина Демирева, която също е състезателка по фигурно пързаляне. На Олимпийските игри в Торино през 2006 г. тя коментира състезанието на сестра си в българския „Евроспорт“.
На световното първенство в Калгари, 2006 г. Албена и Максим стават световни шампиони. Това е първият златен медал за България във фигурното пързаляне, а на световното първенство в Токио, 2007 г. Албена и Максим стават за втори път световни шампиони.
От октомври 2006 до декември 2009 г. е председател на Българската федерация по фигурно пързаляне.
Даниел – синът на Албена и Максим, е роден на 30 януари 2011 г.

## Успехи

### Зимни олимпийски игри
- 1998 – 18
- 2002 – 7
- 2006 – 5

### Европейски първенства
- 2003 – 2
- 2004 – 2
- 2007 – 3

### Световни първенства
- 1992 – 21 (с Христо Николов)
- 1993 – не се класира на финала (с Христо Николов)
- 1994 – не се класира на финала (с Христо Николов)
- 1995 – 24 (с Христо Николов)
- 1997 – 19
- 1998 – 17
- 1999 – 11
- 2000 – отказва се след кратката програма поради травма (волна програма – 11-и; кратка – 8-и)
- 2001 – 10
- 2002 – 5
- 2003 – 3
- 2004 – 2
- 2005 – 5
- 2006 – 1
- 2007 – 1

## Награди
- През 2007 г. е наградена от президента Георги Първанов с орден „Стара планина“ първа степен „за изключителния ѝ принос за развитието на физическото възпитание и спорта в Република България.“
- Спортист №1 на България – 2006
- Спортист №2 на България – 2007
- Класирана в Топ-10 при определяне на най-добър спортист на България – 2003, 2004